# Tyskland i olympiska sommarspelen 2012
Tyskland deltog vid de olympiska sommarspelen 2012 i London, Storbritannien, som arrangerades mellan den 27 juli och den 12 augusti 2012.

## Medaljörer (urval)
| Medalj | Namn                                                                  | Sport    | Gren            |
| ------ | --------------------------------------------------------------------- | -------- | --------------- |
| Guld   | Sandra Auffarth Michael Jung Ingrid Klimke Dirk Schrade Peter Thomsen | Ridsport | Fälttävlan, lag |
| Guld   | Michael Jung                                                          | Ridsport | Fälttävlan      |
| Silver | Britta Heidemann                                                      | Fäktning | Damernas värja  |

## Badminton
- Huvudartikel: Basket vid olympiska sommarspelen 2012

| Spelare                             | Gren        | Gruppnivå                            | Gruppnivå                                         | Gruppnivå                                    | Gruppnivå | Eliminering                     | Kvartsfinal                        | Semifinal         | Final / brons     | Final / brons    |
| Spelare                             | Gren        | Motståndare Poäng                    | Motståndare Poäng                                 | Motståndare Poäng                            | Placering | Motståndare Poäng               | Motståndare Poäng                  | Motståndare Poäng | Motståndare Poäng | Placering        |
| ----------------------------------- | ----------- | ------------------------------------ | ------------------------------------------------- | -------------------------------------------- | --------- | ------------------------------- | ---------------------------------- | ----------------- | ----------------- | ---------------- |
| Marc Zwiebler                       | Herrsingel  | Rasheed (MDV) W 21–9, 21–6           | Zavadsky (UKR) W 17–21, 21–10, 21–16              | i.u.                                         | 1 Q       | Chen (CHN) L 21–19, 12–21, 9–21 | Gick inte vidare                   | Gick inte vidare  | Gick inte vidare  | Gick inte vidare |
| Ingo Kindervater Johannes Schöttler | Herrdubbel  | Cai Y / Fu Hf (CHN) L 20–22, 16–21   | Fang C-m / Lee S-m (TPE) L 15–21, 16–21           | Smith / Warfe (AUS) W 21–13, 21–14           | 3         | i.u.                            | Gick inte vidare                   | Gick inte vidare  | Gick inte vidare  | Gick inte vidare |
| Juliane Schenk                      | Damsingel   | Griga (UKR) W 21–12, 21–14           | Gavnholt (CZE) W 21–18, 21–14                     | i.u.                                         | 1 Q       | Inthanon (THA) L 16–21, 15–21   | Gick inte vidare                   | Gick inte vidare  | Gick inte vidare  | Gick inte vidare |
| Michael Fuchs Birgit Michels        | Mixeddubbel | Zhang N / Zhao Yl (CHN) L 6–21, 7–21 | Nikolaenko / Sorokina (RUS) W 21–18, 12–21, 21–19 | Adcock / Bankier (GBR) W 11–21, 21–17, 21–14 | 2 Q       | i.u.                            | Ahmad / Natsir (INA) L 15–21, 9–21 | Gick inte vidare  | Gick inte vidare  | Gick inte vidare |

## Bordtennis
Herrar
| Spelare                                     | Gren   | Inledande omgång     | Runda 1              | Runda 2              | Runda 3                 | Runda 4              | Kvartsfinal          | Semifinal             | Final                    | Final            |
| Spelare                                     | Gren   | Motståndare Resultat | Motståndare Resultat | Motståndare Resultat | Motståndare Resultat    | Motståndare Resultat | Motståndare Resultat | Motståndare Resultat  | Motståndare Resultat     | Placering        |
| ------------------------------------------- | ------ | -------------------- | -------------------- | -------------------- | ----------------------- | -------------------- | -------------------- | --------------------- | ------------------------ | ---------------- |
| Timo Boll                                   | Singel | BYE                  | BYE                  | BYE                  | Alamian (IRI) W (4–0)   | Crișan (ROU) L (1–4) | Gick inte vidare     | Gick inte vidare      | Gick inte vidare         | Gick inte vidare |
| Dimitrij Ovtcharov                          | Singel | BYE                  | BYE                  | BYE                  | Drinkhall (GBR) W (4–0) | Chen (AUT) W (4–0)   | Maze (DEN) W (4–3)   | Zhang J (CHN) L (1–4) | Chuang C-y (TPE) W (4–2) | 3                |
| Timo Boll Dimitrij Ovtcharov Bastian Steger | Lag    | i.u.                 | i.u.                 | i.u.                 | i.u.                    | Sverige W (3–1)      | Österrike W (3–0)    | Kina L (1–3)          | Hongkong W (3–1)         | 3                |

Damer
| Spelare                                     | Gren   | Inledande omgång     | Runda 1              | Runda 2              | Runda 3                  | Runda 4               | Kvartsfinal          | Semifinal            | Final                | Final            |
| Spelare                                     | Gren   | Motståndare Resultat | Motståndare Resultat | Motståndare Resultat | Motståndare Resultat     | Motståndare Resultat  | Motståndare Resultat | Motståndare Resultat | Motståndare Resultat | Placering        |
| ------------------------------------------- | ------ | -------------------- | -------------------- | -------------------- | ------------------------ | --------------------- | -------------------- | -------------------- | -------------------- | ---------------- |
| Wu Jiaduo                                   | Singel | BYE                  | BYE                  | BYE                  | Vacenovská (CZE) W (4–2) | Feng Tw (SIN) L (2–4) | Gick inte vidare     | Gick inte vidare     | Gick inte vidare     | Gick inte vidare |
| Kristin Silbereisen                         | Singel | BYE                  | BYE                  | Parker (GBR) W (4–1) | Pavlovich (BLR) L (3–4)  | Gick inte vidare      | Gick inte vidare     | Gick inte vidare     | Gick inte vidare     | Gick inte vidare |
| Irene Ivancan Wu Jiaduo Kristin Silbereisen | Lag    | i.u.                 | i.u.                 | i.u.                 | i.u.                     | Australien W (3–0)    | Japan L (0–3)        | Gick inte vidare     | Gick inte vidare     | Gick inte vidare |

## Boxning
Herrar
| Boxare           | Gren          | Sextondelsfinal       | Åttondelsfinal         | Kvartsfinal          | Semifinal            | Final                | Final            |
| Boxare           | Gren          | Motståndare Resultat  | Motståndare Resultat   | Motståndare Resultat | Motståndare Resultat | Motståndare Resultat | Placering        |
| ---------------- | ------------- | --------------------- | ---------------------- | -------------------- | -------------------- | -------------------- | ---------------- |
| Patrick Wojcicki | Weltervikt    | Vastine (FRA) L 12–16 | Gick inte vidare       | Gick inte vidare     | Gick inte vidare     | Gick inte vidare     | Gick inte vidare |
| Stefan Härtel    | Mellanvikt    | Collazo (PUR) W 18–10 | O'Neill (IRL) W 19–12  | Ogogo (GBR) L 10–15  | Gick inte vidare     | Gick inte vidare     | Gick inte vidare |
| Enrico Kölling   | Lätt tungvikt | Donfack (CMR) W 15–6  | Benchabla (ALG) L 9–12 | Gick inte vidare     | Gick inte vidare     | Gick inte vidare     | Gick inte vidare |
| Erik Pfeifer     | Supertungvikt | i.u.                  | Dychko (KAZ) L 4–14    | Gick inte vidare     | Gick inte vidare     | Gick inte vidare     | Gick inte vidare |

## Brottning
Herrar, fristil
| Brottare       | Gren    | Kvalomgång           | Åttondelsfinal       | Kvartsfinal          | Semifinal            | Återkval 1           | Återkval 2           | Final / Brons        | Final / Brons |
| Brottare       | Gren    | Motståndare Resultat | Motståndare Resultat | Motståndare Resultat | Motståndare Resultat | Motståndare Resultat | Motståndare Resultat | Motståndare Resultat | Placering     |
| -------------- | ------- | -------------------- | -------------------- | -------------------- | -------------------- | -------------------- | -------------------- | -------------------- | ------------- |
| Tim Schleicher | -60 kg  | BYE                  | Asgarov (AZE) L 1–3  | Gick inte vidare     | Gick inte vidare     | BYE                  | K Yumoto (JPN) L 1–3 | Gick inte vidare     | 10            |
| Nick Matuhin   | -120 kg | BYE                  | Taymazov (UZB) L 0–3 | Gick inte vidare     | Gick inte vidare     | BYE                  | Ghasemi (IRI) L 0–3  | Gick inte vidare     | 17            |

Herrar, grekisk-romersk stil
| Brottare      | Gren   | Kvalomgång           | Åttondelsfinal       | Kvartsfinal          | Semifinal            | Återkval 1           | Återkval 2           | Final / brons         | Final / brons |
| Brottare      | Gren   | Motståndare Resultat | Motståndare Resultat | Motståndare Resultat | Motståndare Resultat | Motståndare Resultat | Motståndare Resultat | Motståndare Resultat  | Placering     |
| ------------- | ------ | -------------------- | -------------------- | -------------------- | -------------------- | -------------------- | -------------------- | --------------------- | ------------- |
| Frank Stäbler | -66 kg | BYE                  | Lőrincz (HUN) L 0–3  | Gick inte vidare     | Gick inte vidare     | BYE                  | Lester (USA) W 3–0   | Tskhadaia (GEO) L 0–3 | 5             |

Damer, fristil
| Brottare             | Gren   | Kvalomgång           | Åttondelsfinal       | Kvartsfinal          | Semifinal            | Återkval 1           | Återkval 2           | Final / brons        | Final / brons |
| Brottare             | Gren   | Motståndare Resultat | Motståndare Resultat | Motståndare Resultat | Motståndare Resultat | Motståndare Resultat | Motståndare Resultat | Motståndare Resultat | Placering     |
| -------------------- | ------ | -------------------- | -------------------- | -------------------- | -------------------- | -------------------- | -------------------- | -------------------- | ------------- |
| Alexandra Engelhardt | -48 kg | BYE                  | Caripá (VEN) L 1–3   | Gick inte vidare     | Gick inte vidare     | Gick inte vidare     | Gick inte vidare     | Gick inte vidare     | 11            |

## Bågskytte
| Bågskytt      | Gren                   | Ranking-runda | Ranking-runda | 32-delsfinal            | Sextondelsfinal         | Åttondelsfinal    | Kvartsfinal       | Semifinal         | Final             | Final            |
| Bågskytt      | Gren                   | Poäng         | Seedning      | Motståndare Poäng       | Motståndare Poäng       | Motståndare Poäng | Motståndare Poäng | Motståndare Poäng | Motståndare Poäng | Placering        |
| ------------- | ---------------------- | ------------- | ------------- | ----------------------- | ----------------------- | ----------------- | ----------------- | ----------------- | ----------------- | ---------------- |
| Camilo Mayr   | Herrarnas individuella | 653           | 52            | Xing Y (CHN) (13) L 0–6 | Gick inte vidare        | Gick inte vidare  | Gick inte vidare  | Gick inte vidare  | Gick inte vidare  | Gick inte vidare |
| Elena Richter | Damernas individuella  | 642           | 30            | Jager (DEN) (35) W 6–5  | Tan Y-t (TPE) (3) L 2–6 | Gick inte vidare  | Gick inte vidare  | Gick inte vidare  | Gick inte vidare  | Gick inte vidare |

## Cykelsport

### Landsväg
Herrar
| Cyklist        | Gren                | Tid      | Placering |
| -------------- | ------------------- | -------- | --------- |
| John Degenkolb | Herrarnas linjelopp | 5:48:49  | 104       |
| Bert Grabsch   | Herrarnas linjelopp | 5:46:47  | 94        |
| Bert Grabsch   | Herrarnas tempolopp | 53:18.04 | 8         |
| André Greipel  | Herrarnas linjelopp | 5:46:37  | 26        |
| Tony Martin    | Herrarnas linjelopp | Bröt     | Bröt      |
| Tony Martin    | Herrarnas tempolopp | 51:21.54 | 2         |
| Marcel Sieberg | Herrarnas linjelopp | 5:47:08  | 101       |

Damer
| Cyklist             | Gren               | Tid      | Placering |
| ------------------- | ------------------ | -------- | --------- |
| Judith Arndt        | Damernas linjelopp | 3:36:28  | 37        |
| Judith Arndt        | Damernas tempolopp | 37:50.29 | 2         |
| Charlotte Becker    | Damernas linjelopp | OTL      | OTL       |
| Ina-Yoko Teutenberg | Damernas linjelopp | 3:35:56  | 4         |
| Trixi Worrack       | Damernas linjelopp | 3:36:04  | 33        |
| Trixi Worrack       | Damernas tempolopp | 39:30.73 | 9         |

### Bana
Sprint
| Cyklist                                       | Gren                | Kvalomgång           | Kvalomgång | Omgång 1                          | Omgång 2                         | Återkval 2                                      | Kvartsfinal                          | Semifinal                        | Final                                                       | Final     |
| Cyklist                                       | Gren                | Tid Hastighet (km/h) | Placering  | Motståndare Tid Hastighet (km/h)  | Motståndare Tid Hastighet (km/h) | Motståndare Tid Hastighet (km/h)                | Motståndare Tid Hastighet (km/h)     | Motståndare Tid Hastighet (km/h) | Motståndare Tid Hastighet (km/h)                            | Placering |
| --------------------------------------------- | ------------------- | -------------------- | ---------- | --------------------------------- | -------------------------------- | ----------------------------------------------- | ------------------------------------ | -------------------------------- | ----------------------------------------------------------- | --------- |
| Robert Förstemann                             | Herrarnas sprint    | 10.072 71.485        | 4 Q        | Esterhuizen (RSA) W 11.100 64.864 | Phillip (TRI) L                  | Kelemen (CZE) Esterhuizen (RSA) W 10.881 66.170 | Bauge (FRA) L                        | Gick inte vidare                 | 5:e plats-final Dmitrijev (RUS) Watkins (USA) Awang (MAS) L | 7         |
| Rene Enders Maximilian Levy Robert Förstemann | Herrarnas lagsprint | 43.710 61.770        | 5 Q        | i.u.                              | i.u.                             | i.u.                                            | Ryssland W 43.178 62.531             | i.u.                             | Australien W 43.209 62.486                                  | 3         |
| Kristina Vogel                                | Damernas sprint     | 11.027 65.294        | 4 Q        | Cueff (FRA) W 11.605 62.042       | Sjulika (UKR) W 11.547 62.353    | BYE                                             | Krupeckaite (LTU) W 11.541, W 11.568 | Pendleton (GBR) L                | Guo (CHN) L                                                 | 4         |
| Kristina Vogel Miriam Welte                   | Damernas lagsprint  | 32.630 55.163        | 3 Q        | i.u.                              | i.u.                             | i.u.                                            | Frankrike W 32.701 55.044            | i.u.                             | Kina W 32.798 54.881                                        | 1         |

Förföljelse
| Cyklist                                                       | Gren                    | Kvalomgång | Kvalomgång | Semifinal                            | Semifinal | Final                | Final     |
| Cyklist                                                       | Gren                    | Tid        | Placering  | Motståndare Resultat                 | Placering | Motståndare Resultat | Placering |
| ------------------------------------------------------------- | ----------------------- | ---------- | ---------- | ------------------------------------ | --------- | -------------------- | --------- |
| Judith Arndt Charlotte Becker Lisa Brennauer Madeleine Sandig | Damernas lagförföljelse | 3:22.058   | 7 Q        | Nederländerna L 3:21.086 53.996 km/h | 7         | Gick inte vidare     | 8         |

Keirin
| Cyklist         | Gren             | 1:a omgången | Återkval  | 2:a omgången | Final     |
| Cyklist         | Gren             | Placering    | Placering | Placering    | Placering |
| --------------- | ---------------- | ------------ | --------- | ------------ | --------- |
| Maximilian Levy | Herrarnas keirin | 1 Q          | BYE       | 1 Q          | 2         |
| Kristina Vogel  | Damernas keirin  | 1 Q          | BYE       | 6 Q          | 10        |

Omnium
| Cyklist     | Gren             | Flygande varv | Flygande varv | Poänglopp | Poänglopp | Elimineringslopp | Ind. förföljelse | Ind. förföljelse | Scratch   | Tidskval | Tidskval  | Totalpoäng | Placering |
| Cyklist     | Gren             | Tid           | Placering     | Poäng     | Placering | Placering        | Tid              | Placering        | Placering | Tid      | Placering | Totalpoäng | Placering |
| ----------- | ---------------- | ------------- | ------------- | --------- | --------- | ---------------- | ---------------- | ---------------- | --------- | -------- | --------- | ---------- | --------- |
| Roger Kluge | Herrarnas omnium | 13.571        | 11            | 79        | 1         | 7                | 4:25.554         | 5                | 4         | 1:03.144 | 5         | 33         | 4         |

### Mountainbike
| Cyklist            | Gren                  | Tid     | Placering |
| ------------------ | --------------------- | ------- | --------- |
| Manuel Fumic       | Herrarnas terränglopp | 1:30:31 | 7         |
| Robert Förstemann* | Herrarnas terränglopp | DNS     | DNS       |
| Moritz Milatz      | Herrarnas terränglopp | 1:38:59 | 34        |
| Adelheid Morath    | Damernas terränglopp  | 1:37:17 | 16        |
| Sabine Spitz       | Damernas terränglopp  | 1:31:54 | 2         |

### BMX
| Cyklist        | Gren          | Seedning | Seedning  | Kvartsfinal | Kvartsfinal | Semifinal        | Semifinal        | Final            | Final            |
| Cyklist        | Gren          | Resultat | Placering | Poäng       | Placering   | Poäng            | Placering        | Resultat         | Placering        |
| -------------- | ------------- | -------- | --------- | ----------- | ----------- | ---------------- | ---------------- | ---------------- | ---------------- |
| Maik Baier     | Herrarnas BMX | 40.231   | 29        | 31          | 8           | Gick inte vidare | Gick inte vidare | Gick inte vidare | Gick inte vidare |
| Luis Brethauer | Herrarnas BMX | 39.431   | 19        | 22          | 5           | Gick inte vidare | Gick inte vidare | Gick inte vidare | Gick inte vidare |

## Friidrott
Förkortningar
- Notera – Placeringar gäller endast den tävlandes eget heat
- Q = Kvalificerade sig till nästa omgång via placering
- q = Kvalificerade sig på tid eller, i fältgrenarna, på placering utan att ha nått kvalgränsen
- NR = Nationellt rekord
- N/A = Omgången inte möjlig i grenen
- Bye = Idrottaren behövde inte delta i omgången

Herrar
Bana och väg
| Idrottare                                                                 | Gren           | Heat     | Heat      | Semifinal        | Semifinal        | Final            | Final            |
| Idrottare                                                                 | Gren           | Resultat | Placering | Resultat         | Placering        | Resultat         | Placering        |
| ------------------------------------------------------------------------- | -------------- | -------- | --------- | ---------------- | ---------------- | ---------------- | ---------------- |
| Erik Balnuweit                                                            | 110 m häck     | 13:77    | 6         | Gick inte vidare | Gick inte vidare | Gick inte vidare | Gick inte vidare |
| Matthias Bühler                                                           | 110 m häck     | 13:68    | 6         | Gick inte vidare | Gick inte vidare | Gick inte vidare | Gick inte vidare |
| Arne Gabius                                                               | 5 000 m        | 13:28.01 | 7         | i.u.             | i.u.             | Gick inte vidare | Gick inte vidare |
| André Höhne                                                               | 20 km gång     | i.u.     | i.u.      | i.u.             | i.u.             | 1:22:02          | 21               |
| André Höhne                                                               | 50 km gång     | i.u.     | i.u.      | i.u.             | i.u.             | 3:44:26          | 11               |
| Alexander John                                                            | 110 m häck     | 13:67    | 6         | Gick inte vidare | Gick inte vidare | Gick inte vidare | Gick inte vidare |
| Christopher Linke                                                         | 50 km gång     | i.u.     | i.u.      | i.u.             | i.u.             | 3:49:19          | 24               |
| Sören Ludolph                                                             | 800 m          | 1:48.57  | 7         | Gick inte vidare | Gick inte vidare | Gick inte vidare | Gick inte vidare |
| Silvio Schirrmeister                                                      | 400 m häck     | 50.21    | 4         | Gick inte vidare | Gick inte vidare | Gick inte vidare | Gick inte vidare |
| Carsten Schlangen                                                         | 1 500 m        | 3:41.51  | 6 Q       | 3:38.23          | 11               | Gick inte vidare | Gick inte vidare |
| Steffen Uliczka                                                           | 3 000 m hinder | 8:41.08  | 13        | i.u.             | i.u.             | Gick inte vidare | Gick inte vidare |
| Lucas Jakubczyk Martin Keller Alexander Kosenkow Julian Reus Tobias Unger | 4 x 100 m      | 38.37    | 7         | i.u.             | i.u.             | Gick inte vidare | Gick inte vidare |
| Kamghe Gaba Eric Krüger Jonas Plass Thomas Schneider                      | 4 x 400 m      | 3:03.50  | 6         | i.u.             | i.u.             | Gick inte vidare | Gick inte vidare |

Fältgrenar
| Idrottare         | Gren           | Kval  | Kval      | Final            | Final            |
| Idrottare         | Gren           | Längd | Placering | Längd            | Placering        |
| ----------------- | -------------- | ----- | --------- | ---------------- | ---------------- |
| Ralf Bartels      | Kulstötning    | 20.00 | 16        | Gick inte vidare | Gick inte vidare |
| Sebastian Bayer   | Längdhopp      | 7.92  | 12 q      | 8.10             | 5                |
| Alyn Camara       | Längdhopp      | 7.72  | 22        | Gick inte vidare | Gick inte vidare |
| Matthias de Zordo | Spjutkastning  | NM    | —         | Gick inte vidare | Gick inte vidare |
| Tino Häber        | Spjutkastning  | 80.39 | 12 q      | 81.21            | 8                |
| Robert Harting    | Diskuskastning | 66.22 | 2 Q       | 68.27            | 1                |
| Raphael Holzdeppe | Stavhopp       | 5.65  | =1 q      | 5.91             | 3                |
| Malte Mohr        | Stavhopp       | 5.50  | =9 q      | 5.50             | =9               |
| Markus Münch      | Diskuskastning | 59.95 | 30        | Gick inte vidare | Gick inte vidare |
| Björn Otto        | Stavhopp       | 5.50  | =9 q      | 5.91             | 2                |
| Christian Reif    | Längdhopp      | 7.92  | 13        | Gick inte vidare | Gick inte vidare |
| David Storl       | Kulstötning    | 21.15 | 2 Q       | 21.86            | 2                |
| Martin Wierig     | Diskuskastning | 64.13 | 8 q       | 65.85            | 6                |

Kombinerade grenar – tiokamp
| Idrottare          | Gren     | 100 m | LJ       | SP    | HJ   | 400 m | 110H  | DT       | PV      | JT    | 1500 m  | Final | Placering |
| ------------------ | -------- | ----- | -------- | ----- | ---- | ----- | ----- | -------- | ------- | ----- | ------- | ----- | --------- |
| Pascal Behrenbruch | Resultat | 11.06 | 7.15 =SB | 15.67 | 1.96 | 50.04 | 14.33 | 44.71    | 4.70    | 64.80 | 4:37.46 | 8126  | 10        |
| Pascal Behrenbruch | Poäng    | 847   | 850      | 831   | 767  | 813   | 932   | 761      | 819     | 810   | 696     | 8126  | 10        |
| Rico Freimuth      | Resultat | 10.65 | 7.21 SB  | 14.87 | 1.90 | 48.06 | 13.89 | 49.11 PB | 4.90 PB | 57.37 | 4:37.62 | 8320  | 6         |
| Rico Freimuth      | Poäng    | 940   | 864      | 782   | 714  | 906   | 989   | 852      | 880     | 698   | 695     | 8320  | 6         |
| Jan-Felix Knobel   | Resultat | 11.42 | 7.05     | 15.29 | 1.90 | 49.87 | 15.03 | 46.10    | 4.40    | DNS   | —       | DNF   | DNF       |
| Jan-Felix Knobel   | Poäng    | 769   | 826      | 808   | 714  | 821   | 846   | 790      | 731     | 0     | —       | DNF   | DNF       |

Damer
Bana och väg
| Idrottare                                                                            | Event          | Heat     | Heat      | Kvartsfinal | Kvartsfinal | Semifinal        | Semifinal        | Final            | Final            |
| Idrottare                                                                            | Event          | Resultat | Placering | Resultat    | Placering   | Resultat         | Placering        | Resultat         | Placering        |
| ------------------------------------------------------------------------------------ | -------------- | -------- | --------- | ----------- | ----------- | ---------------- | ---------------- | ---------------- | ---------------- |
| Susanne Hahn                                                                         | Maraton        | i.u.     | i.u.      | i.u.        | i.u.        | i.u.             | i.u.             | 2:30:22          | 32               |
| Corinna Harrer                                                                       | 1 500 m        | 4:07.83  | 10 q      | i.u.        | i.u.        | 4:05.70          | 7                | Gick inte vidare | Gick inte vidare |
| Sabine Krantz                                                                        | 20 km gång     | i.u.     | i.u.      | i.u.        | i.u.        | i.u.             | i.u.             | DNF              | DNF              |
| Gesa Felicitas Krause                                                                | 3 000 m hinder | 9:24.91  | 1 Q       | i.u.        | i.u.        | i.u.             | i.u.             | 9:23.52          | 8                |
| Irina Mikitenko                                                                      | Maraton        | i.u.     | i.u.      | i.u.        | i.u.        | i.u.             | i.u.             | 2:26:44          | 14               |
| Sabrina Mockenhaupt                                                                  | 10 000 m       | i.u.     | i.u.      | i.u.        | i.u.        | i.u.             | i.u.             | 31:50.35         | 17               |
| Antje Möldner-Schmidt                                                                | 3 000 m hinder | 9:26.57  | 4 Q       | i.u.        | i.u.        | i.u.             | i.u.             | 9:21.78          | 7                |
| Carolin Nytra                                                                        | 100 m häck     | 13.30    | 3 Q       | i.u.        | i.u.        | 13.31            | 7                | Gick inte vidare | Gick inte vidare |
| Tatjana Pinto                                                                        | 100 m          | BYE      | BYE       | 11.39       | 4           | Gick inte vidare | Gick inte vidare | Gick inte vidare | Gick inte vidare |
| Cindy Roleder                                                                        | 100 m häck     | 13.06    | 4 q       | i.u.        | i.u.        | 13.02            | 7                | Gick inte vidare | Gick inte vidare |
| Verena Sailer                                                                        | 100 m          | BYE      | BYE       | 11.12       | 3 Q         | 11.25            | 6                | Gick inte vidare | Gick inte vidare |
| Melanie Seeger                                                                       | 20 km gång     | i.u.     | i.u.      | i.u.        | i.u.        | i.u.             | i.u.             | 1:30:44          | 19               |
| Anne Cibis Leena Günther Yasmin Kwadwo Tatjana Pinto Verena Sailer Marion Wagner     | 4 x 100 m      | 42.69    | 3 Q       | i.u.        | i.u.        | i.u.             | i.u.             | 42.67            | 5                |
| Esther Cremer Maral Feizbakhsh Christiane Klopsch Fabienne Kohlmann Janin Lindenberg | 4 x 400 m      | 3:31.06  | 8         | i.u.        | i.u.        | i.u.             | i.u.             | Gick inte vidare | Gick inte vidare |

Fältgrenar
| Idrottare           | Gren           | Kval     | Kval      | Final            | Final            |
| Idrottare           | Gren           | Längd    | Placering | Längd            | Placering        |
| ------------------- | -------------- | -------- | --------- | ---------------- | ---------------- |
| Ariane Friedrich    | Höjdhopp       | 1.93 SB  | 14        | Gick inte vidare | Gick inte vidare |
| Julia Fischer       | Diskuskastning | 60.23    | 20        | Gick inte vidare | Gick inte vidare |
| Betty Heidler       | Släggkastning  | 74.44    | 3 Q       | 77.13            | 2                |
| Kathrin Klaas       | Släggkastning  | 74.14    | 5 Q       | 76.05 PB         | 4                |
| Nadine Kleinert     | Kulstötning    | 18.36    | 13        | Gick inte vidare | Gick inte vidare |
| Sosthene Moguenara  | Längdhopp      | 6.23     | 21        | Gick inte vidare | Gick inte vidare |
| Katharina Molitor   | Spjutkastning  | 62.05    | 9 Q       | 62.89            | 6                |
| Nadine Müller       | Diskuskastning | 65.89    | 2 Q       | 65.94            | 5                |
| Christina Obergföll | Spjutkastning  | 66.14    | 2 Q       | 65.16            | 2                |
| Anna Rüh            | Diskuskastning | 62.98    | 9 q       | 61.36            | 10               |
| Lisa Ryzih          | Stavhopp       | 4.55     | 4 q       | 4.45             | =6               |
| Christina Schwanitz | Kulstötning    | 18.62    | 9 q       | 18.47            | 10               |
| Silke Spiegelburg   | Stavhopp       | 4.55     | 6 q       | 4.65             | 4                |
| Linda Stahl         | Spjutkastning  | 64.78 SB | 4 Q       | 64.91 SB         | 3                |
| Martina Strutz      | Stavhopp       | 4.55     | 7 q       | 4.55             | 5                |
| Josephine Terlecki  | Kulstötning    | 17.78    | 19        | Gick inte vidare | Gick inte vidare |

Kombinerade grenar – sjukamp
| Idrottare         | Gren     | 100H     | HJ      | SP       | 200 m    | LJ      | JT    | 800 m      | Final   | Placering |
| ----------------- | -------- | -------- | ------- | -------- | -------- | ------- | ----- | ---------- | ------- | --------- |
| Julia Mächtig     | Resultat | 14.54    | 1.68    | 14.99    | 25.38    | 4.06    | 44.40 | 2:20.34    | 5338    | 31        |
| Julia Mächtig     | Poäng    | 903      | 830     | 860      | 852      | 322     | 752   | 819        | 5338    | 31        |
| Jennifer Oeser    | Resultat | 13.42 SB | 1.80    | 14.16 SB | 24.39 SB | 6.07    | 46.61 | DNF        | 5455    | 30        |
| Jennifer Oeser    | Poäng    | 1062     | 978     | 805      | 944      | 871     | 795   | 0          | 5455    | 30        |
| Lilli Schwarzkopf | Resultat | 13.26 PB | 1.83 PB | 14.77 SB | 24.77 SB | 6.30 SB | 51.73 | 2:10.50 SB | 6649 PB | 2         |
| Lilli Schwarzkopf | Poäng    | 1086     | 1016    | 845      | 908      | 943     | 894   | 957        | 6649 PB | 2         |

## Fäktning
- Huvudartikel: Fäktning vid olympiska sommarspelen 2012

Herrar
| Idrottare                                                         | Gren                  | Omgång 1          | Omgång 2                | Omgång 3                   | Kvartsfinal            | Semifinal                                | Final / BM                    | Final / BM       |
| Idrottare                                                         | Gren                  | Motståndare Poäng | Motståndare Poäng       | Motståndare Poäng          | Motståndare Poäng      | Motståndare Poäng                        | Motståndare Poäng             | Placering        |
| ----------------------------------------------------------------- | --------------------- | ----------------- | ----------------------- | -------------------------- | ---------------------- | ---------------------------------------- | ----------------------------- | ---------------- |
| Jörg Fiedler                                                      | Värja, individuellt   | i.u.              | Thomspon (USA) W 15–4   | Verwijlen (NED) W 15–8     | Jung J-S (KOR) L 11–15 | Gick inte vidare                         | Gick inte vidare              | Gick inte vidare |
| Sebastian Bachmann                                                | Florett, individuellt | BYE               | Ganejev (RUS) W 15–9    | Aspromonte (ITA) L 11–15   | Gick inte vidare       | Gick inte vidare                         | Gick inte vidare              | Gick inte vidare |
| Peter Joppich                                                     | Florett, individuellt | BYE               | Davis (GBR) W 15–10     | Abouelkassem (EGY) L 10–15 | Gick inte vidare       | Gick inte vidare                         | Gick inte vidare              | Gick inte vidare |
| Benjamin Kleibrink                                                | Florett, individuellt | BYE               | Ota (JPN) L 5–15        | Gick inte vidare           | Gick inte vidare       | Gick inte vidare                         | Gick inte vidare              | Gick inte vidare |
| Sebastian Bachmann Peter Joppich Benjamin Kleibrink André Wessels | Florett, lag          | i.u.              | i.u.                    | i.u.                       | Ryssland W 44–40       | Japan L 40–41                            | USA W 45–27                   | 3                |
| Max Hartung                                                       | Sabel, individuellt   | BYE               | Tarantino (ITA) W 15–14 | Gu B-G (KOR) W 15–14       | Szilágyi (HUN) L 13–15 | Gick inte vidare                         | Gick inte vidare              | Gick inte vidare |
| Nicolas Limbach                                                   | Sabel, individuellt   | BYE               | Skrodzki (POL) W 15–8   | Wagner (GER) W 15–7        | Kovalev (RUS) L 12–15  | Gick inte vidare                         | Gick inte vidare              | Gick inte vidare |
| Benedikt Wagner                                                   | Sabel, individuellt   | BYE               | Agresta (BRA) W 15–6    | Limbach (GER) L 7–15       | Gick inte vidare       | Gick inte vidare                         | Gick inte vidare              | Gick inte vidare |
| Max Hartung Nicolas Limbach Benedikt Wagner                       | Sabel, lag            | i.u.              | i.u.                    | i.u.                       | Sydkorea L 38–45       | Klassificering semifinal Belarus W 45–40 | 5:e plats, final Kina W 45–30 | 5                |

Damer
| Idrottare                                       | Gren                  | Omgång 1               | Omgång 2                   | Omgång 3                  | Kvartsfinal          | Semifinal                                | Final / BM                       | Final / BM       |
| Idrottare                                       | Gren                  | Motståndare Poäng      | Motståndare Poäng          | Motståndare Poäng         | Motståndare Poäng    | Motståndare Poäng                        | Motståndare Poäng                | Placering        |
| ----------------------------------------------- | --------------------- | ---------------------- | -------------------------- | ------------------------- | -------------------- | ---------------------------------------- | -------------------------------- | ---------------- |
| Imke Duplitzer                                  | Värja, individuellt   | Martínez (VEN) W 15–10 | Sun Yj (CHN) L 10–15       | Gick inte vidare          | Gick inte vidare     | Gick inte vidare                         | Gick inte vidare                 | Gick inte vidare |
| Britta Heidemann                                | Värja, individuellt   | BYE                    | Del Carretto (ITA) W 14–13 | Li N (CHN) W 14–13        | Besbes (TUN) W 15–12 | Shin A-L (KOR) W 6–5                     | Sjemjakina (UKR) L 8–9           | 2                |
| Monika Sozanska                                 | Värja, individuellt   | BYE                    | Kolobova (RUS) W 15–14     | Shin A-L (KOR) L 9–14     | Gick inte vidare     | Gick inte vidare                         | Gick inte vidare                 | Gick inte vidare |
| Imke Duplitzer Britta Heidemann Monika Sozanska | Värja, lag            | i.u.                   | i.u.                       | i.u.                      | Kina L 42–45         | Klassificering semifinal Ukraina W 45–36 | 5:e plats-final Rumänien W 45–36 | 5                |
| Carolin Golubytskyi                             | Florett, individuellt | BYE                    | Garcia (COL) W 14–9        | Di Francisca (ITA) L 9–15 | Gick inte vidare     | Gick inte vidare                         | Gick inte vidare                 | Gick inte vidare |
| Alexandra Bujdoso                               | Sabel, individuellt   | i.u.                   | Mikina (AZE) L 13–15       | Gick inte vidare          | Gick inte vidare     | Gick inte vidare                         | Gick inte vidare                 | Gick inte vidare |

## Gymnastik
- Huvudartikel: Gymnastik vid olympiska sommarspelen 2012

### Artistisk
Herrar
| Idrottare         | Gren     | Kval     | Kval    | Kval    | Kval    | Kval     | Kval     | Kval    | Kval      | Final   | Final   | Final   | Final   | Final   | Final   | Final   | Final     |
| Idrottare         | Gren     | Redskap  | Redskap | Redskap | Redskap | Redskap  | Redskap  | Totalt  | Placering | Redskap | Redskap | Redskap | Redskap | Redskap | Redskap | Totalt  | Placering |
| Idrottare         | Gren     | F        | PH      | R       | V       | PB       | HB       | Totalt  | Placering | F       | PH      | R       | V       | PB      | HB      | Totalt  | Placering |
| ----------------- | -------- | -------- | ------- | ------- | ------- | -------- | -------- | ------- | --------- | ------- | ------- | ------- | ------- | ------- | ------- | ------- | --------- |
| Philipp Boy       | Mångkamp | 14.766   | 14.333  | 14.166  | 15.700  | 14.933   | 13.800   | 87.698  | 17 *      | 14.800  | 13.200  | i.u.    | 15.566  | i.u.    | 13.766  | i.u.    | i.u.      |
| Fabian Hambüchen  | Mångkamp | 15.133   | 14.100  | 14.766  | 15.833  | 15.300   | 15.633 Q | 90.765  | 3 Q       | 15.066  | i.u.    | 14.858  | 15.633  | 15.400  | 16.166  | i.u.    | i.u.      |
| Sebastian Krimmer | Mångkamp | i.u.     | 14.833  | i.u.    | i.u.    | 14.633   | 14.600   | i.u.    | i.u.      | i.u.    | 14.733  | i.u.    | i.u.    | 14.533  | i.u.    | i.u.    | i.u.      |
| Marcel Nguyen     | Mångkamp | 15.433 Q | 13.900  | 15.100  | 14.875  | 15.525 Q | 15.000   | 89.833  | 7 Q       | 15.333  | i.u.    | 15.133  | 15.833  | 15.500  | 15.133  | i.u.    | i.u.      |
| Andreas Toba      | Mångkamp | 13.133   | i.u.    | 14.900  | 15.000  | i.u.     | i.u.     | i.u.    | i.u.      | i.u.    | 12.533  | 14.833  | i.u.    | i.u.    | i.u.    | i.u.    | i.u.      |
| Totalt            | Mångkamp | 45.332   | 43.266  | 44.766  | 46.533  | 45.758   | 45.233   | 270.888 | 4 Q       | 45.199  | 40.466  | 44.824  | 47.032  | 45.433  | 45.065  | 268.019 | 7         |

Individuella finaler
| Gymnast          | Gren       | Redskap | Redskap | Redskap | Redskap | Redskap | Redskap | Totalt | Placering |
| Gymnast          | Gren       | F       | PH      | R       | V       | PB      | HB      | Totalt | Placering |
| ---------------- | ---------- | ------- | ------- | ------- | ------- | ------- | ------- | ------ | --------- |
| Fabian Hambüchen | Mångkamp   | 15.200  | 13.266  | 14.800  | 14.766  | 15.400  | 14.333  | 87.765 | 15        |
| Fabian Hambüchen | Räck       | i.u.    | i.u.    | i.u.    | i.u.    | i.u.    | 16.400  | 16.400 | 2         |
| Marcel Nguyen    | Mångkamp   | 15.300  | 13.666  | 15.666  | 15.666  | 15.833  | 15.833  | 91.031 | 2         |
| Marcel Nguyen    | Fristående | 14.966  | i.u.    | i.u.    | i.u.    | i.u.    | i.u.    | 14.966 | 8         |
| Marcel Nguyen    | Barr       | i.u.    | i.u.    | i.u.    | i.u.    | 15.800  | i.u.    | 15.800 | 2         |

Damer
Lag
| Idrottare          | Gren          | Kval    | Kval     | Kval     | Kval    | Kval    | Kval      | Final            | Final            | Final            | Final            | Final            | Final            |
| Idrottare          | Gren          | Redskap | Redskap  | Redskap  | Redskap | Totalt  | Placering | Redskap          | Redskap          | Redskap          | Redskap          | Totalt           | Placering        |
| Idrottare          | Gren          | F       | V        | UB       | BB      | Totalt  | Placering | F                | V                | UB               | BB               | Totalt           | Placering        |
| ------------------ | ------------- | ------- | -------- | -------- | ------- | ------- | --------- | ---------------- | ---------------- | ---------------- | ---------------- | ---------------- | ---------------- |
| Janine Berger      | Mångkamp, lag | 13.300  | 14.133 Q | 12.866   | i.u.    | i.u.    | i.u.      | Gick inte vidare | Gick inte vidare | Gick inte vidare | Gick inte vidare | Gick inte vidare | Gick inte vidare |
| Kim Bùi            | Mångkamp, lag | 13.600  | i.u.     | 14.300   | 12.433  | i.u.    | i.u.      | Gick inte vidare | Gick inte vidare | Gick inte vidare | Gick inte vidare | Gick inte vidare | Gick inte vidare |
| Oksana Chusovitina | Mångkamp, lag | i.u.    | 15.033 Q | i.u.     | 13.700  | i.u.    | i.u.      | Gick inte vidare | Gick inte vidare | Gick inte vidare | Gick inte vidare | Gick inte vidare | Gick inte vidare |
| Nadine Jarosch     | Mångkamp, lag | 13.300  | 12.866   | 13.866   | 12.933  | 52.965  | 35        | Gick inte vidare | Gick inte vidare | Gick inte vidare | Gick inte vidare | Gick inte vidare | Gick inte vidare |
| Elisabeth Seitz    | Mångkamp, lag | 13.800  | 14.800   | 15.166 Q | 12.700  | 56.466  | 14 Q      | Gick inte vidare | Gick inte vidare | Gick inte vidare | Gick inte vidare | Gick inte vidare | Gick inte vidare |
| Totalt             | Mångkamp, lag | 43.966  | 43.332   | 39.333   | 40.700  | 167.331 | 9         | Gick inte vidare | Gick inte vidare | Gick inte vidare | Gick inte vidare | Gick inte vidare | Gick inte vidare |

Individuella finaler
| Gymnast            | Gren     | Redskap | Redskap | Redskap | Redskap | Totalt | Placering |
| Gymnast            | Gren     | F       | V       | UB      | BB      | Totalt | Placering |
| ------------------ | -------- | ------- | ------- | ------- | ------- | ------ | --------- |
| Janine Berger      | Hopp     | i.u.    | 15.016  | i.u.    | i.u.    | 15.016 | 4         |
| Oksana Chusovitina | Hopp     | i.u.    | 14.783  | i.u.    | i.u.    | 14.783 | 5         |
| Elisabeth Seitz    | Mångkamp | 13.633  | 14.766  | 15.166  | 13.800  | 57.365 | 10        |
| Elisabeth Seitz    | Barr     | i.u.    | i.u.    | 15.266  | i.u.    | 15.266 | 6         |

### Rytmisk
| Idrottare                | Gren         | Kval   | Kval     | Kval   | Kval   | Kval    | Kval      | Final            | Final            | Final            | Final            | Final            | Final            |
| Idrottare                | Gren         | Boll   | Tunnband | Käglor | Band   | Totalt  | Placering | Boll             | Tunnband         | Käglor           | Band             | Totalt           | Placering        |
| ------------------------ | ------------ | ------ | -------- | ------ | ------ | ------- | --------- | ---------------- | ---------------- | ---------------- | ---------------- | ---------------- | ---------------- |
| Jana Berezko-Marggrander | Individuellt | 26.300 | 26.575   | 27.325 | 24.900 | 105.100 | 17        | Gick inte vidare | Gick inte vidare | Gick inte vidare | Gick inte vidare | Gick inte vidare | Gick inte vidare |

| Idrottare                                                                            | Gren  | Kval   | Kval              | Kval   | Kval      | Final            | Final             | Final            | Final            |
| Idrottare                                                                            | Gren  | 5 rep  | 3 band 2 tunnband | Totalt | Placering | 5 bollar         | 3 band 2 tunnband | Totalt           | Placering        |
| ------------------------------------------------------------------------------------ | ----- | ------ | ----------------- | ------ | --------- | ---------------- | ----------------- | ---------------- | ---------------- |
| Mira Bimperling Nicole Müller Camilla Pfeffer Cathrin Puhl Sara Radman Judith Hauser | Trupp | 24.500 | 25.150            | 49.650 | 10        | Gick inte vidare | Gick inte vidare  | Gick inte vidare | Gick inte vidare |

### Trampolin
| Idrottare      | Gren   | Kval    | Kval      | Final            | Final            |
| Idrottare      | Gren   | Poäng   | Placering | Poäng            | Placering        |
| -------------- | ------ | ------- | --------- | ---------------- | ---------------- |
| Henrik Stehlik | Herrar | 106.065 | 9         | Gick inte vidare | Gick inte vidare |
| Anna Dogonadze | Damer  | 100.370 | 10        | Gick inte vidare | Gick inte vidare |

## Judo
Herrar
| Idrottare          | Gren                     | 32-delsfinal              | Sextondelsfinal               | Åttondelsfinal               | Kvartsfinal             | Semifinal                        | Återkval             | Bronsmatch                | Final                 | Final            |
| Idrottare          | Gren                     | Motståndare Resultat      | Motståndare Resultat          | Motståndare Resultat         | Motståndare Resultat    | Motståndare Resultat             | Motståndare Resultat | Motståndare Resultat      | Motståndare Resultat  | Placering        |
| ------------------ | ------------------------ | ------------------------- | ----------------------------- | ---------------------------- | ----------------------- | -------------------------------- | -------------------- | ------------------------- | --------------------- | ---------------- |
| Tobias Englmaier   | Extra lättvikt (-60 kg)  | Davtyan (ARM) L 0002–1011 | Gick inte vidare              | Gick inte vidare             | Gick inte vidare        | Gick inte vidare                 | Gick inte vidare     | Gick inte vidare          | Gick inte vidare      | Gick inte vidare |
| Christopher Völk   | Lättvikt (-73 kg)        | BYE                       | Sainjargal (MGL) L 0001–1001  | Gick inte vidare             | Gick inte vidare        | Gick inte vidare                 | Gick inte vidare     | Gick inte vidare          | Gick inte vidare      | Gick inte vidare |
| Ole Bischof        | Halv mellanvikt (-81 kg) | BYE                       | Ciano (ITA) W 0101–0001       | Bozbayev (KAZ) W 1011–0012   | Nakai (JPN) W 1010–0000 | Stevens (USA) W 0000–0000 YUS    | BYE                  | BYE                       | Kim (KOR) L 0000–0200 | 2                |
| Christophe Lambert | Mellanvikt (-90 kg)      | i.u.                      | Mammadov (AZE) L 0001–0111    | Gick inte vidare             | Gick inte vidare        | Gick inte vidare                 | Gick inte vidare     | Gick inte vidare          | Gick inte vidare      | Gick inte vidare |
| Dimitri Peters     | Halv tungvikt (-100 kg)  | i.u.                      | Ze'evi (ISR) W 1000–0000      | Borodavko (LAT) W 0011–0000  | Grol (NED) W 0100–0000  | Khaibulaev (RUS) L 0001–0000 YUS | BYE                  | Sayidov (UZB) W 0210–0001 | Gick inte vidare      | 3                |
| Andreas Tölzer     | Tungvikt (+100 kg)       | i.u.                      | Okruashvili (GEO) W 0201–0003 | Simionescu (ROU) W 1001–0004 | Bor (HUN) W 0011–0002   | Mikhailine (RUS) L 0002–0011     | BYE                  | Makarau (BLR) W 1000–0001 | Gick inte vidare      | 3                |

Damer
| Idrottare       | Gren                     | Sextondelsfinal               | Åttondelsfinal                 | Kvartsfinal             | Semifinal                    | Återkval             | Bronsmatch           | Final                     | Final            |
| Idrottare       | Gren                     | Motståndare Resultat          | Motståndare Resultat           | Motståndare Resultat    | Motståndare Resultat         | Motståndare Resultat | Motståndare Resultat | Motståndare Resultat      | Placering        |
| --------------- | ------------------------ | ----------------------------- | ------------------------------ | ----------------------- | ---------------------------- | -------------------- | -------------------- | ------------------------- | ---------------- |
| Romy Tarangul   | Halv lättvikt (-52 kg)   | Kuziutina (RUS) W 0001–0000   | Forciniti (ITA) L 0002–0010    | Gick inte vidare        | Gick inte vidare             | Gick inte vidare     | Gick inte vidare     | Gick inte vidare          | Gick inte vidare |
| Miryam Roper    | Lättvikt (-57 kg)        | BYE                           | Silva (BRA) L 0002–0021        | Gick inte vidare        | Gick inte vidare             | Gick inte vidare     | Gick inte vidare     | Gick inte vidare          | Gick inte vidare |
| Claudia Malzahn | Halv mellanvikt (-63 kg) | BYE                           | Žolnir (SLO) L 0000–1100       | Gick inte vidare        | Gick inte vidare             | Gick inte vidare     | Gick inte vidare     | Gick inte vidare          | Gick inte vidare |
| Kerstin Thiele  | Mellanvikt (-70 kg)      | de Villiers (NZL) W 0010–0002 | Mészáros (HUN) W 0001–0001 YUS | Bosch (NED) W 0101–0000 | Chen F (CHN) W 0000–0001 YUS | BYE                  | BYE                  | Décosse (FRA) L 0000–0120 | 2                |
| Heide Wollert   | Halv tungvikt (-78 kg)   | BYE                           | Pogorzelec (POL) L 0000–0200   | Gick inte vidare        | Gick inte vidare             | Gick inte vidare     | Gick inte vidare     | Gick inte vidare          | Gick inte vidare |

## Kanotsport
Slalom
| Kanotist                   | Gren                | Omgång 1 | Omgång 1  | Omgång 1 | Omgång 1  | Omgång 1 | Omgång 1  | Semifinal        | Semifinal        | Final            | Final            |
| Kanotist                   | Gren                | Omgång 1 | Placering | Omgång 2 | Placering | Bästa    | Placering | Tid              | Placering        | Tid              | Placering        |
| -------------------------- | ------------------- | -------- | --------- | -------- | --------- | -------- | --------- | ---------------- | ---------------- | ---------------- | ---------------- |
| Hannes Aigner              | Herrarnas K1 slalom | 92.56    | 11        | 83.49    | 1         | 83.49    | 1 Q       | 97.60            | 5 Q              | 94.92            | 3                |
| Sideris Tasiadis           | Herrarnas C1 slalom | 96.12    | 7         | 92.83    | 3         | 92.83    | 4 Q       | 98.94            | 1 Q              | 98.09            | 2                |
| Frank Henze David Schröder | Herrarnas C2 slalom | 107.50   | 9         | 107.79   | 8         | 107.50   | 11        | Gick inte vidare | Gick inte vidare | Gick inte vidare | Gick inte vidare |
| Jasmin Schornberg          | Damernas K1 slalom  | 106.27   | 6         | 102.14   | 6         | 102.14   | 8 Q       | 112.25           | 7 Q              | 110.97           | 5                |

Sprint
| Kanotist                                                             | Gren                | Heat     | Heat      | Semifinal | Semifinal | Final    | Final     |
| Kanotist                                                             | Gren                | Tid      | Placering | Tid       | Placering | Tid      | Placering |
| -------------------------------------------------------------------- | ------------------- | -------- | --------- | --------- | --------- | -------- | --------- |
| Silke Hörmann                                                        | Damernas K1 200 m   | 42.697   | 4 Q       | 42.005    | 6 FB      | 45.686   | 15        |
| Katrin Wagner-Augustin                                               | Damernas K1 500 m   | 1:53.438 | 3 Q       | 1:53.241  | 4 FB      | 1:52.402 | 9         |
| Tina Dietze Franziska Weber                                          | Damernas K2 500 m   | 1:44.195 | 2 Q       | 1:41.543  | 1 FA      | 1:42.213 | 1         |
| Tina Dietze Carolin Leonhardt Katrin Wagner-Augustin Franziska Weber | Damernas K4 500 m   | 1:31.633 | 1 FA      | BYE       | BYE       | 1:31.298 | 2         |
| Sebastian Brendel                                                    | Herrarnas C1 200 m  | 41.511   | 2 Q       | 42.161    | 4 FB      | 45.852   | 15        |
| Sebastian Brendel                                                    | Herrarnas C1 1000 m | 3:56.469 | 3 Q       | 3:52.122  | 1 FA      | 3:47.176 | 1         |
| Max Hoff                                                             | Herrarnas K1 1000 m | 3:30.709 | 2 Q       | 3:29.294  | 1 FA      | 3:27.759 | 3         |
| Ronald Rauhe                                                         | Herrarnas K1 200 m  | 36.817   | 4 Q       | 36.183    | 4 FA      | 37.553   | 8         |
| Jonas Ems Ronald Rauhe                                               | Herrarnas K2 200 m  | 32.905   | 2 Q       | 32.662    | 2 FA      | 35.405   | 8         |
| Martin Hollstein Andreas Ihle                                        | Herrarnas K2 1000 m | 3:15.263 | 1 FA      | BYE       | BYE       | 3:10.117 | 3         |
| Peter Kretschmer Kurt Kuschela                                       | Herrarnas C2 1000 m | 3:34.435 | 1 FA      | BYE       | BYE       | 3:33.804 | 1         |
| Norman Bröckl Marcus Gross Max Hoff Tim Wieskötter                   | Herrarnas K4 1000 m | 2:56.987 | 2 Q       | 2:53.575  | 2 FA      | 2:56.172 | 4         |

## Landhockey

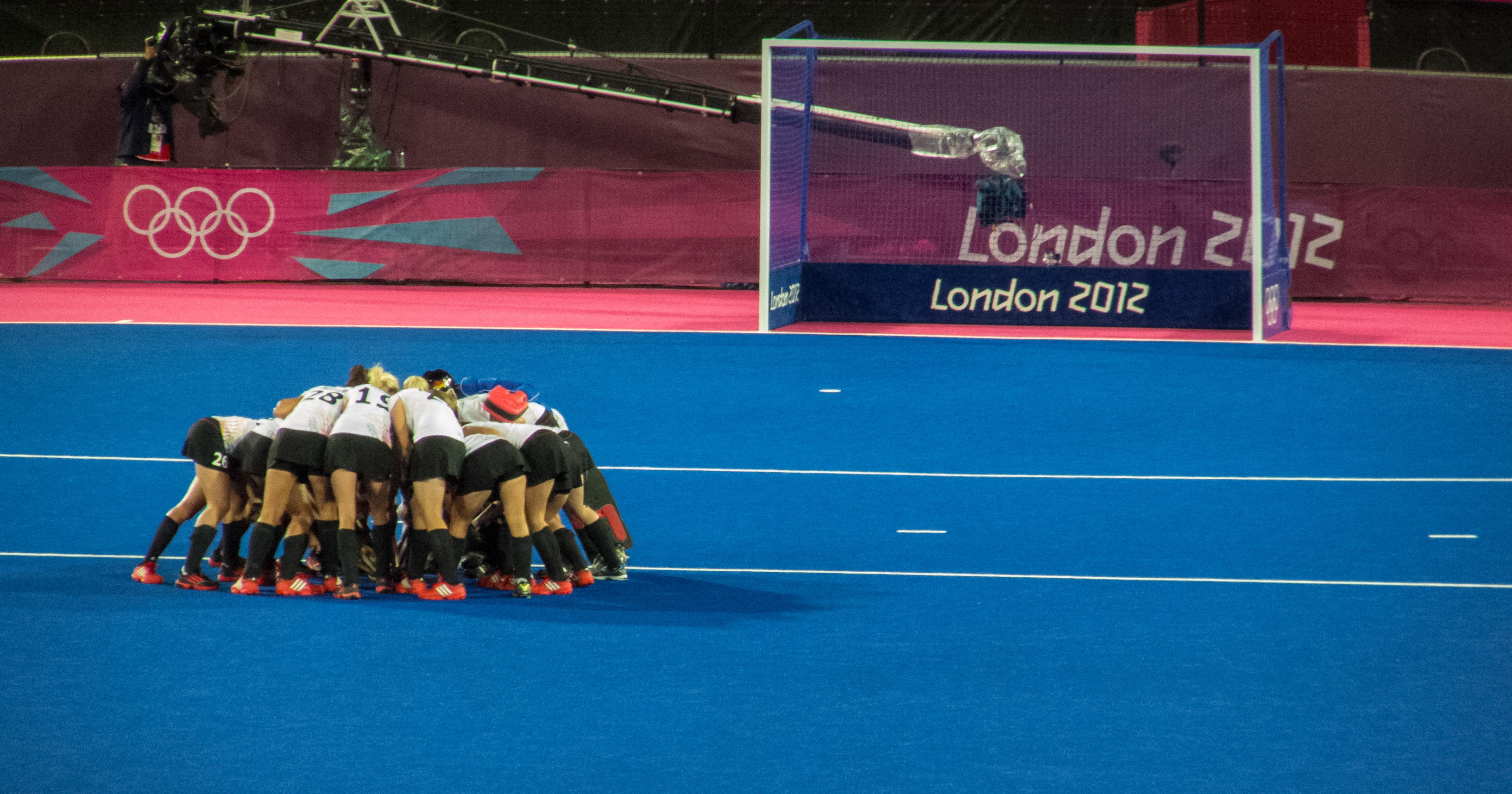
Tysklands damlag före matchen mot Argentina

Herrar
Coach: Markus Weise
| 1. Maximilian Müller (C) 2. Martin Häner 3. Oskar Deecke 4. Christopher Wesley 5. Moritz Fürste 6. Tobias Hauke 7. Jan-Philipp Rabente 8. Benjamin Wess | 1. Timo Wess 2. Oliver Korn 3. Christopher Zeller 4. Max Weinhold (GK) 5. Matthias Witthaus 6. Florian Fuchs 7. Philipp Zeller 8. Thilo Stralkowski |

Reserver:
- Linus Butt
- Nicolas Jacobi (GK)

Gruppspel
| Nr | Lag           | S | V | O | F | GM | IM | MS  | P  |
| -- | ------------- | - | - | - | - | -- | -- | --- | -- |
| 1  | Nederländerna | 5 | 5 | 0 | 0 | 18 | 7  | +11 | 15 |
| 2  | Tyskland      | 5 | 3 | 1 | 1 | 14 | 11 | +3  | 10 |
| 3  | Belgien       | 5 | 2 | 1 | 2 | 8  | 7  | +1  | 7  |
| 4  | Sydkorea      | 5 | 2 | 0 | 3 | 9  | 8  | +1  | 6  |
| 5  | Nya Zeeland   | 5 | 1 | 2 | 2 | 10 | 14 | −4  | 5  |
| 6  | Indien        | 5 | 0 | 0 | 5 | 6  | 18 | −12 | 0  |

Slutspel
|  | Semifinaler    | Semifinaler    |   |                 | Final           | Final |  |
|  |                |                |   |                 |                 |       |  |
|  | 9 augusti 2012 |                |   |                 |                 |       |  |
|  | Australien     | 2              |   |                 |                 |       |  |
|  | Tyskland       | 4              |   |                 |                 |       |  |
|  |                |                |   |                 |                 |       |  |
|  |                |                |   |                 | 11 augusti 2012 |       |  |
|  |                |                |   |                 | Tyskland        | 2     |  |
|  |                | Nederländerna  | 1 |                 |                 |       |  |
|  |                |                |   |                 |                 |       |  |
|  |                |                |   |                 |                 |       |  |
|  |                |                |   |                 | Bronsmatch      |       |  |
|  | 9 augusti 2012 | 9 augusti 2012 |   | 11 augusti 2012 | 11 augusti 2012 |       |  |
|  | Nederländerna  | 9              |   | Australien      | 3               |       |  |
|  | Storbritannien | 2              |   |                 | Storbritannien  | 1     |  |

Damer
Coach: Michael Behrmann
| 1. Yvonne Frank (GK) 2. Mandy Haase 3. Natascha Keller 4. Christina Schütze 5. Kristina Hillmann 6. Nina Hasselmann 7. Katharina Otte 8. Fanny Rinne (C) | 1. Lisa Hahn 2. Jennifer Plass 3. Marie Mavers 4. Maike Stöckel 5. Janne Müller-Wieland 6. Celine Wilde 7. Anke Brockmann 8. Julia Müller |  |

Reserver:
- Kristina Reynolds (GK)
- Jana Teschke

Gruppspel
| Nr | Lag         | S | V | O | F | GM | IM | MS | P  |
| -- | ----------- | - | - | - | - | -- | -- | -- | -- |
| 1  | Argentina   | 5 | 3 | 1 | 1 | 12 | 4  | +8 | 10 |
| 2  | Nya Zeeland | 5 | 3 | 1 | 1 | 9  | 5  | +4 | 10 |
| 3  | Australien  | 5 | 3 | 1 | 1 | 5  | 2  | +3 | 10 |
| 4  | Tyskland    | 5 | 2 | 1 | 2 | 6  | 7  | −1 | 7  |
| 5  | Sydafrika   | 5 | 1 | 0 | 4 | 9  | 14 | −5 | 3  |
| 6  | USA         | 5 | 1 | 0 | 4 | 4  | 13 | −9 | 3  |

## Modern femkamp
| Idrottare        | Gren   | Fäktning (värja) | Fäktning (värja) | Fäktning (värja) | Simning (200 m frisim) | Simning (200 m frisim) | Simning (200 m frisim) | Ridsport (hästhoppning) | Ridsport (hästhoppning) | Ridsport (hästhoppning) | Kombinerat: skytte/löpning (10 m luftpistol)/(3000 m) | Kombinerat: skytte/löpning (10 m luftpistol)/(3000 m) | Kombinerat: skytte/löpning (10 m luftpistol)/(3000 m) | Totalpoäng | Slutpoäng |
| Idrottare        | Gren   | Resultat         | Placering        | MF-poäng         | Tid                    | Placering              | MF-poäng               | Straff                  | Placering               | MF-poäng                | Tid                                                   | Placering                                             | MF-poäng                                              | Totalpoäng | Slutpoäng |
| ---------------- | ------ | ---------------- | ---------------- | ---------------- | ---------------------- | ---------------------- | ---------------------- | ----------------------- | ----------------------- | ----------------------- | ----------------------------------------------------- | ----------------------------------------------------- | ----------------------------------------------------- | ---------- | --------- |
| Steffen Gebhardt | Herrar | 20–15            | =6               | 880              | 2:07,08                | 22                     | 1276                   | 40                      | 8                       | 1160                    | 10:37,16                                              | 8                                                     | 2440                                                  | 5756       | 5         |
| Stefan Köllner   | Herrar | 16–19            | =20              | 784              | 2:11,71                | 31                     | 1220                   | 80                      | 18                      | 1120                    | 10:59,16                                              | 21                                                    | 2364                                                  | 5488       | 26        |
| Annika Schleu    | Damer  | 12–23            | 31               | 688              | 2:20,01                | 23                     | 1120                   | 60                      | 11                      | 1140                    | 12:46,04                                              | 27                                                    | 1936                                                  | 4884       | 26        |
| Lena Schöneborn  | Damer  | 19–16            | =11              | 856              | 2:19,76                | 22                     | 1124                   | 148                     | 29                      | 1052                    | 11:58,18                                              | 7                                                     | 2128                                                  | 5160       | 15        |

## Ridsport

### Dressyr
| Ryttare              | Häst       | Grand Prix | Grand Prix | Grand Prix Special | Grand Prix Special | Grand Prix Freestyle | Grand Prix Freestyle | Placering |
| Ryttare              | Häst       | Poäng      | Placering  | Poäng              | Placering          | Poäng                | Placering            | Placering |
| -------------------- | ---------- | ---------- | ---------- | ------------------ | ------------------ | -------------------- | -------------------- | --------- |
| Helen Langehanenberg | Damon Hill | 81,14      | 3          | 78,937             | 4                  | 84,303               | 4                    | 4         |
| Dorothee Schneider   | Diva Royal | 76,277     | 8          | 77,571             | 6                  | 81,661               | 7                    | 7         |
| Kristina Sprehe      | Desperados | 79,119     | 4          | 76,254             | 7                  | 81,375               | 8                    | 8         |
| Anabel Balkenhol     | Dablino    | 70,973     | 24         | 73,032             | 19                 | Ej kvalificerad      | Ej kvalificerad      | 19        |

| Ryttare                                                 | Häst     | Grand Prix | Grand Prix | Grand Prix Special | Grand Prix Special | Placering |
| Ryttare                                                 | Häst     | Poäng      | Placering  | Poäng              | Total poäng        | Placering |
| ------------------------------------------------------- | -------- | ---------- | ---------- | ------------------ | ------------------ | --------- |
| Dorothee Schneider Kristina Sprehe Helen Langehanenberg | som ovan | 78,845     | 2          | 77,587             | 78,216             | 2         |

### Fälttävlan
| Tävlande                                                              | Häst           | Gren        | Dressyr | Dressyr   | Terrängbana | Terrängbana | Hoppning | Hoppning  | Hoppning        | Hoppning        | Totalt | Totalt    |
| Tävlande                                                              | Häst           | Gren        | Dressyr | Dressyr   | Terrängbana | Terrängbana | Kval     | Kval      | Final           | Final           | Totalt | Totalt    |
| Tävlande                                                              | Häst           | Gren        | Straff  | Placering | Straff      | Placering   | Straff   | Placering | Straff          | Placering       | Straff | Placering |
| --------------------------------------------------------------------- | -------------- | ----------- | ------- | --------- | ----------- | ----------- | -------- | --------- | --------------- | --------------- | ------ | --------- |
| Michael Jung                                                          | Sam            | Individuell | 40,6    | 11        | 0           | 4           | 0        | 2         | 0               | 1               | 40,6   | 1         |
| Sandra Auffarth                                                       | Opgun Louvo    | Individuell | 40      | 7         | 4,8         | 8           | 0        | 5         | 0               | 3               | 44,8   | 3         |
| Ingrid Klimke                                                         | Butts Abraxxas | Individuell | 39,3    | 4         | 0           | 1           | 9        | 8         | Utgick          | Utgick          | 48,3   | 25        |
| Dirk Schrade                                                          | King Artus     | Individuell | 39,8    | 6         | 10,8        | 17          | 0        | 10        | ej kvalificerad | ej kvalificerad | 50,6   | 26        |
| Peter Thomsen                                                         | Barny          | Individuell | 58,5    | 58        | 5,2         | 33          | 8        | 30        | ej kvalificerad | ej kvalificerad | 71,7   | 31        |
| Michael Jung Sandra Auffarth Ingrid Klimke Dirk Schrade Peter Thomsen | som ovan       | Lag         | 119,1   | 1         | 124,7       | 1           | 133,7    | 1         | i.u.            | i.u.            | 133,7  | 1         |

### Hoppning
| Tävlande                   | Häst        | Kvalifikation | Kvalifikation | Kvalifikation   | Kvalifikation   | Kvalifikation   | Kvalifikation   | Kvalifikation   | Kvalifikation   | Final           | Final           | Final           | Final           | Final           | Total     |
| Tävlande                   | Häst        | Runda 1       | Runda 1       | Runda 2         | Runda 2         | Runda 2         | Runda 3         | Runda 3         | Runda 3         | Runda A         | Runda A         | Runda B         | Runda B         | Runda B         | Total     |
| Tävlande                   | Häst        | Straff        | Placering     | Straff          | Total           | Placering       | Straff          | Total           | Placering       | Straff          | Placering       | Straff          | Totalt          | Placering       | Placering |
| -------------------------- | ----------- | ------------- | ------------- | --------------- | --------------- | --------------- | --------------- | --------------- | --------------- | --------------- | --------------- | --------------- | --------------- | --------------- | --------- |
| Janne Friederike Meyer     | Lambrasco   | 0             | 1             | 4               | 4               | 17              | 17              | 21              | 39              | Ej kvalificerad | Ej kvalificerad | Ej kvalificerad | Ej kvalificerad | Ej kvalificerad | 39        |
| Meredith Michaels-Beerbaum | Bella Donna | 0             | 1             | 8               | 8               | 31              | 1               | 9               | 22              | 8               | 23              | Ej kvalificerad | Ej kvalificerad | Ej kvalificerad | 23        |
| Marcus Ehning              | Plot Blue   | 1             | 33            | 4               | 5               | 27              | 0               | 5               | 7               | 0               | 1               | 9               | 9               | 12              | 12        |
| Christian Ahlmann          | Codex One   | 15            | 69            | Ej kvalificerad | Ej kvalificerad | Ej kvalificerad | Ej kvalificerad | Ej kvalificerad | Ej kvalificerad | Ej kvalificerad | Ej kvalificerad | Ej kvalificerad | Ej kvalificerad | Ej kvalificerad | 69        |

| Tävlande                                                                          | Häst     | Runda 1 | Runda 1   | Runda 2         | Runda 2         | Placering |
| Tävlande                                                                          | Häst     | Straff  | Placering | Straff          | Placering       | Placering |
| --------------------------------------------------------------------------------- | -------- | ------- | --------- | --------------- | --------------- | --------- |
| Janne Friederike Meyer Meredith Michaels-Beerbaum Marcus Ehning Christian Ahlmann | som ovan | 12      | 10        | Ej kvalificerad | Ej kvalificerad | 10        |

## Rodd
Herrar
| Idrottare | Gren                        | Heat    | Heat      | Återkval | Återkval  | Kvartsfinal | Kvartsfinal | Semifinal | Semifinal | Final   | Final     | Final |
| Idrottare | Gren                        | Tid     | Placering | Tid      | Placering | Tid         | Placering   | Tid       | Placering | Tid     | Placering |       |
| --- | --------------------------- | ------- | --------- | -------- | --------- | ----------- | ----------- | --------- | --------- | ------- | --------- | ----- |
| Marcel Hacker | Singelsculler               | 6:43,80 | 1 Q       | BYE      | BYE       | 6:54,18     | 2 SA/B      | 7:22,07   | 3 FA      | 7:10,21 | 6         |       |
| Anton Braun Felix Drahotta | Tvåa utan styrman           | 6:30,42 | 4 R       | 6:22,76  | 1 SA/B    | i.u.        | i.u.        | 7:02,16   | 5 FB      | 6:49,93 | 7         |       |
| Eric Knittel Stephan Krüger | Dubbelsculler               | 6:17,74 | 1 SA/B    | BYE      | BYE       | i.u.        | i.u.        | 6:22,54   | 4 FB      | 6:23,36 | 9         |       |
| Lars Hartig Linus Lichtschlag | Lättvikts-dubbelsculler     | 6:49,44 | 2 SA/B    | BYE      | BYE       | i.u.        | i.u.        | 6:37,44   | 3 FA      | 6:49,07 | 6         |       |
| Gregor Hauffe Urs Käufer Sebastian Schmidt Toni Seifert                                                                                   | Fyra utan styrman           | 5:49,84 | 2 SA/B    | BYE      | BYE       | i.u.        | i.u.        | 6:04,61   | 3 FA      | 6:16,37 | 6         |       |
| Tim Grohmann Lauritz Schoof Karl Schulze Philipp Wende                                                                                    | Scullerfyra                 | 5:39,69 | 1 SA/B    | BYE      | BYE       | i.u.        | i.u.        | 6:05,85   | 1 FA      | 5:42,48 | 1         |       |
| Jochen Kühner Martin Kühner Bastian Seibt Lars Wichert                                                                                    | Lättvikts-fyra utan styrman | 5:52,05 | 3 SA/B    | BYE      | BYE       | i.u.        | i.u.        | 6:02,10   | 4 FB      | 6:10,07 | 9         |       |
| Filip Adamski Eric Johannesen Andreas Kuffner Florian Mennigen Lukas Müller Maximilian Reinelt Martin Sauer Richard Schmidt Kristof Wilke | Åtta med styrman            | 5:25,52 | 1 FA      | BYE      | BYE       | i.u.        | i.u.        | i.u.      | i.u.      | 5:48,75 | 1         |       |

Damer
| Idrottare | Gren                    | Heat    | Heat      | Återkval | Återkval  | Kvartsfinal | Kvartsfinal | Semifinal | Semifinal | Final            | Final            | Final |
| Idrottare | Gren                    | Tid     | Placering | Tid      | Placering | Tid         | Placering   | Tid       | Placering | Tid              | Placering        |       |
| --- | ----------------------- | ------- | --------- | -------- | --------- | ----------- | ----------- | --------- | --------- | ---------------- | ---------------- | ----- |
| Marie-Louise Dräger | Singelsculler           | 7:44,23 | 3 Q       | BYE      | BYE       | 7:52,17     | 3 SA/B      | 8:01,05   | 6 FB      | 8:11,71          | 11               |       |
| Kerstin Hartmann Marlene Sinnig | Tvåa utan styrman       | 7:10,28 | 4 R       | 7:10,28  | 2 FA      | i.u.        | i.u.        | i.u.      | i.u.      | 7:42,06          | 6                |       |
| Tina Manker Stephanie Schiller | Dubbelsculler           | 7:08,36 | 4 R       | 7:18,37  | 4 FB      | i.u.        | i.u.        | i.u.      | i.u.      | 7:33,32          | 9                |       |
| Lena Müller Anja Noske | Lättvikts-dubbelsculler | 7:19,24 | 2 SA/B    | BYE      | BYE       | i.u.        | i.u.        | 7:10,16   | 3 FA      | 7:22,18          | 6                |       |
| Carina Bär Britta Oppelt Julia Richter Annekatrin Thiele                                                                                   | Scullerfyra             | 6:13,62 | 1 FA      | BYE      | BYE       | i.u.        | i.u.        | i.u.      | i.u.      | 6:38,09          | 2                |       |
| Nadja Drygalla Julia Lepke Kathrin Marchand Daniela Schultze Ronja Schütte Laura Schwensen Ulrike Sennewald Constanze Siering Katrin Thiem | Åtta med styrman        | 6:34,32 | 4 R       | 6:27,69  | 5         | i.u.        | i.u.        | i.u.      | i.u.      | Gick inte vidare | Gick inte vidare |       |

## Segling
Herrar
| Seglare                         | Gren    | Lopp | Lopp | Lopp | Lopp | Lopp | Lopp | Lopp | Lopp | Lopp | Lopp | Lopp | Summerad poäng | Finalplacering |
| Seglare                         | Gren    | 1    | 2    | 3    | 4    | 5    | 6    | 7    | 8    | 9    | 10   | M*   | Summerad poäng | Finalplacering |
| ------------------------------- | ------- | ---- | ---- | ---- | ---- | ---- | ---- | ---- | ---- | ---- | ---- | ---- | -------------- | -------------- |
| Toni Wilhelm                    | RS:X    | 3    | 3    | 4    | 9    | 2    | 5    | 6    | 1    | 15   | 13   | 18   | 64             | 4              |
| Simon Grotelüschen              | Laser   | 14   | 12   | 19   | 3    | 7    | 8    | 20   | 4    | 13   | 10   | 2    | 92             | 6              |
| Patrick Follmann Ferdinand Gerz | 470     | 13   | 17   | 13   | 16   | 9    | 10   | 11   | 14   | 9    | 10   | EL   | 105            | 13             |
| Frithjof Kleen Robert Stanjek   | Starbåt | 6    | 9    | 8    | 7    | 4    | 6    | 17   | 11   | 9    | 4    | 6    | 70             | 6              |

M = Medaljlopp; EL = Eliminerad – gick inte vidare till medaljloppet;
Damer
| Seglare                              | Gren         | Lopp | Lopp | Lopp | Lopp | Lopp | Lopp   | Lopp | Lopp | Lopp   | Lopp | Lopp | Summerad poäng | Finalplacering |
| Seglare                              | Gren         | 1    | 2    | 3    | 4    | 5    | 6      | 7    | 8    | 9      | 10   | M*   | Summerad poäng | Finalplacering |
| ------------------------------------ | ------------ | ---- | ---- | ---- | ---- | ---- | ------ | ---- | ---- | ------ | ---- | ---- | -------------- | -------------- |
| Moana Delle                          | RS:X         | 4    | 5    | 2    | 5    | 9    | 5      | 4    | 9    | 3      | 2    | 12   | 51             | 5              |
| Franziska Goltz                      | Laser radial | 26   | 20   | 26   | 24   | 18   | 42 DNF | 28   | 15   | 42 DSQ | 21   | EL   | 220            | 26             |
| Friederike Belcher Kathrin Kadelbach | 470          | 19   | 2    | 7    | 13   | 15   | 5      | 6    | 5    | 14     | 11   | 6    | 84             | 8              |

M = Medaljlopp; EL = Eliminerad – gick inte vidare till medaljloppet;
Öppen
| Seglare                           | Gren | Lopp | Lopp | Lopp | Lopp | Lopp | Lopp | Lopp | Lopp | Lopp | Lopp | Lopp | Lopp | Lopp | Lopp | Lopp | Lopp | Summerad poäng | Finalplacering |
| Seglare                           | Gren | 1    | 2    | 3    | 4    | 5    | 6    | 7    | 8    | 9    | 10   | 11   | 12   | 13   | 14   | 15   | M*   | Summerad poäng | Finalplacering |
| --------------------------------- | ---- | ---- | ---- | ---- | ---- | ---- | ---- | ---- | ---- | ---- | ---- | ---- | ---- | ---- | ---- | ---- | ---- | -------------- | -------------- |
| Hannes Baumann Tobias Schadewaldt | 49er | 17   | 5    | 20   | 19   | 15   | 9    | 7    | 14   | 3    | 1    | 10   | 9    | 12   | 13   | 8    | EL   | 142            | 11             |

M = Medaljlopp; EL = Eliminerad – gick inte vidare till medaljloppet;

## Simhopp
Herrar
| Idrottare                     | Gren             | Kval   | Kval      | Semifinal        | Semifinal        | Final            | Final            |
| Idrottare                     | Gren             | Poäng  | Placering | Poäng            | Placering        | Poäng            | Placering        |
| ----------------------------- | ---------------- | ------ | --------- | ---------------- | ---------------- | ---------------- | ---------------- |
| Stephan Feck                  | 3 m              | DNF    | 29        | Gick inte vidare | Gick inte vidare | Gick inte vidare | Gick inte vidare |
| Patrick Hausding              | 3 m              | 477,15 | 4 Q       | 485,55           | 6 Q              | 505,55           | 4                |
| Sascha Klein                  | 10 m             | 525,05 | 3 Q       | 503,75           | 8 Q              | 496,30           | 10               |
| Martin Wolfram                | 10 m             | 496,80 | 4 Q       | 519,00           | 5 Q              | 506,65           | 8                |
| Patrick Hausding Sascha Klein | 10 m parhoppning | i.u.   | i.u.      | i.u.             | i.u.             | 446,07           | 7                |

Damer
| Idrottare                        | Gren             | Kval   | Kval      | Semifinal | Semifinal | Final            | Final            |
| Idrottare                        | Gren             | Poäng  | Placering | Poäng     | Placering | Poäng            | Placering        |
| -------------------------------- | ---------------- | ------ | --------- | --------- | --------- | ---------------- | ---------------- |
| Katja Dieckow                    | 3 m              | 311,70 | 12 Q      | 312,50    | 16        | Gick inte vidare | Gick inte vidare |
| Nora Subschinski                 | 3 m              | 303,90 | 15 Q      | 313,20    | 14        | Gick inte vidare | Gick inte vidare |
| Maria Kurjo                      | 10 m             | 319,65 | 16 Q      | 264,45    | 17        | Gick inte vidare | Gick inte vidare |
| Christin Steuer                  | 10 m             | 341,75 | 3 Q       | 339,90    | 7 Q       | 351,35           | 7                |
| Christin Steuer Nora Subschinski | 10 m parhoppning | i.u.   | i.u.      | i.u.      | i.u.      | 312,78           | 6                |

## Taekwondo
| Idrottare    | Gren            | Åttondelsfinaler       | Kvartsfinaler         | Semifinaer           | Återkval             | Bronsmatch           | Final                | Final            |
| Idrottare    | Gren            | Motståndare Resultat   | Motståndare Resultat  | Motståndare Resultat | Motståndare Resultat | Motståndare Resultat | Motståndare Resultat | Placering        |
| ------------ | --------------- | ---------------------- | --------------------- | -------------------- | -------------------- | -------------------- | -------------------- | ---------------- |
| Sümeyye Manz | Damernas −49 kg | Yang S-C (TPE) L 3–10  | Gick inte vidare      | Gick inte vidare     | Gick inte vidare     | Gick inte vidare     | Gick inte vidare     | Gick inte vidare |
| Helena Fromm | Damernas −67 kg | Chu Hoang (VIE) W 13–1 | Hwang K-S (KOR) L 4–8 | Gick inte vidare     | Gbagbi (CIV) W 4–3   | Marton (AUS) W 8–2   | Gick inte vidare     | 3                |

## Tennis
Herrar
| Spelare                            | Gren       | Omgång 1                      | Omgång 2                             | Åttondelsfinaler              | Kvartsfinaler                 | Semifinaler                   | Final / BM                    | Final / BM                    |
| Spelare                            | Gren       | Motståndare Poäng             | Motståndare Poäng                    | Motståndare Poäng             | Motståndare Poäng             | Motståndare Poäng             | Motståndare Poäng             | Placering                     |
| ---------------------------------- | ---------- | ----------------------------- | ------------------------------------ | ----------------------------- | ----------------------------- | ----------------------------- | ----------------------------- | ----------------------------- |
| Philipp Kohlschreiber              | Herrsingel | Drog sig ur på grund av skada | Drog sig ur på grund av skada        | Drog sig ur på grund av skada | Drog sig ur på grund av skada | Drog sig ur på grund av skada | Drog sig ur på grund av skada | Drog sig ur på grund av skada |
| Philipp Petzschner                 | Herrsingel | Lacko (SVK) W 7–6(7–5), 6–1   | Tipsarević (SRB) L 6–3, 3–6, 3–6     | Gick inte vidare              | Gick inte vidare              | Gick inte vidare              | Gick inte vidare              | Gick inte vidare              |
| Christopher Kas Philipp Petzschner | Herrdubbel | i.u.                          | Davjdenko / Jouzjnj (RUS) L 5–7, 5–7 | Gick inte vidare              | Gick inte vidare              | Gick inte vidare              | Gick inte vidare              | Gick inte vidare              |

Damer
| Spelare                          | Gren      | Omgång 1                                | Omgång 2                               | Åttondelsfinaler                           | Kvartsfinaler             | Semifinaler       | Final / BM        | Final / BM       |
| Spelare                          | Gren      | Motståndare Poäng                       | Motståndare Poäng                      | Motståndare Poäng                          | Motståndare Poäng         | Motståndare Poäng | Motståndare Poäng | Placering        |
| -------------------------------- | --------- | --------------------------------------- | -------------------------------------- | ------------------------------------------ | ------------------------- | ----------------- | ----------------- | ---------------- |
| Mona Barthel                     | Damsingel | U. Radwanska (POL) L 4–6, 3–6           | Gick inte vidare                       | Gick inte vidare                           | Gick inte vidare          | Gick inte vidare  | Gick inte vidare  | Gick inte vidare |
| Julia Görges                     | Damsingel | A. Radwańska (POL) W 7–5, 6–7(5–7), 6–4 | Lepchenko (USA) W 6–3, 7–5             | Kirilenko (RUS) L 6–7(5–7), 3–6            | Gick inte vidare          | Gick inte vidare  | Gick inte vidare  | Gick inte vidare |
| Angelique Kerber                 | Damsingel | Cetkovská (CZE) W 6–1, 3–0r             | Babos (HUN) W 6–1, 6–1                 | V Williams (USA) W 7–6(7–5), 7–6(7–5)      | Azarenka (BLR) L 4–6, 5–7 | Gick inte vidare  | Gick inte vidare  | Gick inte vidare |
| Sabine Lisicki                   | Damsingel | Jabeur (TUN) W 4–6, 6–0, 7–5            | Sjvedova (KAZ) W 4–6, 6–3, 7–5         | Sjarapova (RUS) L 7–6(10–8), 4–6, 3–6      | Gick inte vidare          | Gick inte vidare  | Gick inte vidare  | Gick inte vidare |
| Julia Görges Anna-Lena Grönefeld | Damdubbel | i.u.                                    | Baltacha / Keothavong (GBR) W 6–3, 6–1 | Makarova / Vesnina (RUS) L 2–6, 1–6        | Gick inte vidare          | Gick inte vidare  | Gick inte vidare  | Gick inte vidare |
| Angelique Kerber Sabine Lisicki  | Damdubbel | i.u.                                    | Robson / Watson (GBR) W 1–6, 6–4, 6–3  | S. Williams / V. Williams (USA) L 2–6, 5–7 | Gick inte vidare          | Gick inte vidare  | Gick inte vidare  | Gick inte vidare |

Mixed
| Spelare                             | Gren        | Åttondelsfinaler                                   | Kvartsfinaler                                    | Semifinaler                                    | Final / BM                               | Final / BM       |
| Spelare                             | Gren        | Motståndare Poäng                                  | Motståndare Poäng                                | Motståndare Poäng                              | Motståndare Poäng                        | Placering        |
| ----------------------------------- | ----------- | -------------------------------------------------- | ------------------------------------------------ | ---------------------------------------------- | ---------------------------------------- | ---------------- |
| Angelique Kerber Philipp Petzschner | Mixeddubbel | Azarenka / Mirnji (BLR) L 2–6, 2–6                 | Gick inte vidare                                 | Gick inte vidare                               | Gick inte vidare                         | Gick inte vidare |
| Sabine Lisicki Christopher Kas      | Mixeddubbel | Huber / Bryan (USA) W 7–6 (7–5), 6–7 (5–7), [10–5] | Vinci / Bracciali (ITA) W 4–6, 7–6 (7–2), [10–7] | Robson / Murray (GBR) L 1–6, 7–6 (9–7), [7–10] | Raymond / Bryan (USA) L 3–6, 6–4, [4–10] | 4                |

## Triathlon
| Triathlet      | Gren                | Simning (1,5 km) | Trans 1 | Cykling (40 km) | Trans 2 | Löpning (10 km) | Total tid | Placering |
| -------------- | ------------------- | ---------------- | ------- | --------------- | ------- | --------------- | --------- | --------- |
| Jan Frodeno    | Herrarnas triathlon | 17:20            | 0:46    | 58:46           | 0:28    | 30:06           | 1:47:26   | 6         |
| Steffen Justus | Herrarnas triathlon | 18:07            | 0:42    | 59:36           | 0:31    | 30:16           | 1:49:12   | 16        |
| Maik Petzold   | Herrarnas triathlon | 17:23            | 0:42    | 58:47           | 0:31    | 33:00           | 1:50:23   | 31        |
| Svenja Bazlen  | Damernas triathlon  | 19:28            | 0:40    | 1:05:29         | 0:33    | 38:01           | 2:04:11   | 32        |
| Anja Dittmer   | Damernas triathlon  | 19:25            | 0:44    | 1:05:27         | 0:30    | 35:32           | 2:01:38   | 12        |
| Anne Haug      | Damernas triathlon  | 19:44            | 0:42    | 1:06:59         | 0:28    | 33:42           | 2:01:35   | 11        |